# Afrički nacionalni kongres
Afrički nacionalni kongres (eng. African National Congress, ANC) je južnoafrička parlamentarna politička stranka. Stranka je osnovana 8. siječnja 1912. godine, stranka je socijalistička, demokratsko socijalistička i socijaldemokratska dio je međunarodne udruge Socijalistička Internacionala. Predsjednik stranke je i trenutačni južnoafrički predsjednik Cyril Ramaphosa.

## Parlamentalni izbori
Afrički nacionalni kongres na posljednjim izborima 2009. godine osvojio je 65,90% glasova i natpolovičnu većinu mandata u parlamentu, za njega je glasalo 11.650.748 stanovnika.
| Izbori | Glasova    | %     | Mandata |
| ------ | ---------- | ----- | ------- |
| 2009.  | 11.650.748 | 65,90 | 264     |
| 2004.  | 10.880.915 | 69,69 | 279     |
| 1999.  | 10.601.330 | 66,35 | 266     |
| 1994.  | 12.237.655 | 62,65 | 252     |

## Vanjske poveznice
- Službene stranice ANC-a